# Ermita de San Macario (Andorra)
La Ermita de San Macario de la localidad aragonesa de Andorra (Teruel) se encuentra situada en el Monte de San Macario y es uno de los lugares más visitados de la Villa de Andorra, siendo una típica edificación popular de gran arraigo y devoción entre la población. 
Construida en el siglo XVIII se caracteriza por su sencillez, tanto arquitectónica como de materiales. Un elemento a destacar es el jeroglífico, dedicado a San Macario, que encontramos en el pórtico de la misma. Justo al lado de la ermita, encontraremos el Hostal de San Macario, con restaurante y cafetería.
Magnífico mirador de la localidad de Andorra y rodeada del Parque Municipal San Macario. En la típica Semana Santa de Andorra (Ruta del tambor y el bombo) una procesión de tambores y bombos sube hasta la ermita, es la llamada Procesión de las Antorchas que va desde la Plaza de la Iglesia en el casco antiguo y sube por el Vía Crucis de la ladera del monte de San Macario hasta llegar a la ermita.

## Catalogación
Se encuentra inscrita en el Inventario del Patrimonio Cultural Aragonés por lo que según la ley 3/1999 de 10 de marzo del Patrimonio Cultural Aragonés tiene la protección de Bien inventariado del patrimonio cultural aragonés.